# Volta Limburg Classic 2018
La Volta Limburg Classic 2018, quarantacinquesima edizione della corsa, valevole come evento dell'UCI Europe Tour 2018 categoria 1.1, si svolse il 31 marzo 2018 su un percorso di 195 km, con partenza e arrivo a Eijsden, nei Paesi Bassi. La vittoria fu appannaggio dello sloveno Jan Tratnik, che concluse la gara in 4h 42' 34" alla media di 41,4 km/h precedendo l'italiano Marco Tizza e il belga Jimmy Janssens.
Al traguardo di Eijsden furono 84 i ciclisti, dei 161 alla partenza, che portarono a termine la competizione.

## Squadre e corridori partecipanti
| N.      | Cod. | Squadra                         |
| ------- | ---- | ------------------------------- |
| 1-7     | NIP  | Nippo-Vini Fantini-Europa Ovini |
| 11-17   | TLJ  | Team Lotto NL-Jumbo             |
| 21-27   | ABS  | Aqua Blue Sport                 |
| 31-37   | CCC  | CCC Sprandi Polkowice           |
| 42-47   | ICA  | Israel Cycling Academy          |
| 51-57   | RNL  | Roompot-Nederlandse Loterij     |
| 61-67   | SVB  | Sport Vlaanderen-Baloise        |
| 71-76   | VCC  | Vital Concept Cycling Club      |
| 81-85   | WGG  | Wanty-Groupe Gobert             |
| 91-97   | WVA  | WB Aqua Protect Veranclassic    |
| 101-107 | ALE  | Alecto Cyclingteam              |
| 111-117 | BRT  | BEAT Cycling Club               |

| N.      | Cod. | Squadra                         |
| ------- | ---- | ------------------------------- |
| 121-127 | BCC  | Canyon Eisberg                  |
| 131-137 | CIB  | Cibel-Cebon                     |
| 141-147 | DCR  | Delta Cycling Rotterdam         |
| 151-157 | DES  | DESTIL-Parkhotel Valkenburg     |
| 161-167 | MET  | Metec-TKH Continental           |
| 171-177 | MCT  | Monkey Town Continental Team    |
| 181-187 | RIW  | Riwal CeramicSpeed Cycling Team |
| 192-197 | TIS  | Tarteletto-Isorex               |
| 201-207 | TCO  | Team Coop                       |
| 211-217 | LKH  | Team Lotto-Kern Haus            |
| 221-227 | TVC  | Team Virtu Cycling              |
| 231-237 | VLA  | Vlasman CT                      |

## Ordine d'arrivo (Top 10)
| Pos. | Corridore       | Squadra       | Tempo    |
| ---- | --------------- | ------------- | -------- |
| 1    | Jan Tratnik     | CCC           | 4h42'34" |
| 2    | Marco Tizza     | Nippo         | a 1"     |
| 3    | Jimmy Janssens  | Cibel         | s.t.     |
| 4    | Thomas Degand   | Wanty         | a 3"     |
| 5    | Edward Dunbar   | Aqua Blue     | a 5"     |
| 6    | Jérôme Baugnies | Wanty         | a 41"    |
| 7    | Antoine Warnier | WB Veran.     | s.t.     |
| 8    | Jeroen Meijers  | Roompot       | a 53"    |
| 9    | Aksel Nõmmela   | BEAT          | s.t.     |
| 10   | Quentin Pacher  | Vital Concept | s.t.     |